# Afraflacilla stridulator
Afraflacilla stridulator là một loài nhện trong họ Salticidae.
Loài này thuộc chi Afraflacilla. Afraflacilla stridulator được Marek Żabka miêu tả năm 1993.